# Madeleine Atchade
Madeleine Atchade ou Atchadé est une personnalité politique du Bénin.

## Biographie
Députée de la 4e législature du Bénin, elle est membre du parti politique Union pour le Bénin du futur.